# أوتوستراد (فرقة غنائية)
أوتوستراد هي فرقة غنائية أردنية مستقلة من عمان، الأردن. تشكلت في عام 2007.

## أفراد الفرقة
تشكلت فرقة أوتوستراد الأصلية من:
- أفو ديمرجيان - الغيتار باس وغناء
- بشار حمدان - ساكسفون وبيانو
- حمزة أرناؤوط - غيتار وغناء
- وسام قطاونة - بيانو وغناء
- يزن الروسان - الغيتار والغناء الرئيسي
- برهان العلي - طبول وغناء

كانت هناك بعض التغييرات في تشكيلة الفرقة حيث انسحب كل من حمزة أرناؤوط (الغيتار) ووسام قطاونة (بيانو) عن الفرقة، وانضم كل من يزن صرايرة (الغيتار) ومهند شويات (بيانو) إلى الفرقة.
أما أفراد الفرقة حاليا هم:
- أفو ديمرجيان - الغناء وغيتار
- بشار حمدان - ساكسفون وبيانو
- يزن الروسان - غيتار، قرع وغناء رئيسي
- برهان العلي - طبول وغناء
- يزن صرايرة - غيتار
- مهند شويات - بيانو

## الموسيقى
تتأثر موسيقى أوتوستراد بمزيج من موسيقى الروك والريغي والموسيق اللاتينية والفانك جنبا إلى جنب مع كلماتهم الخاصة المكتوبة باللهجة الأردنية. تستلهم الموضوعات من الحياة اليومية في الأردن وتنقل مجموعة من قصص الحب والنضال والتحديات المالية وإساءة استعمال المخدرات وإيجاد الذات من خلال موسيقاهم. وقد اكتسبت الفرقة شعبية بين الشباب الأردني بسبب موسيقاهم وذلك لأنها تستحضر الحياة اليومية في البلاد. وقد سجلت ثلاثة ألبومات: في أوتوستراد (2008)، أوتوستراد (2011) والنيتروجين (2013).

## جولات الفرقة
قامت الفرقة بجولة في الشرق الأوسط وفي بعض الأحيان كانوا يثيرون الجدل. وجهت جولتهم التي شملت مرتفعات الجولان والناصرة وحيفا ورام الله والقدس القديمة انتقادات بسبب قرارهم عبور نهر الأردن باستخدام تأشيرة صادرة عن السفارة الإسرائيلية في عمان.
في عام 2014 تمت دعوتهم للغناء في لندن كجزء من جولتهم، وكانت هذه هي المرة الأولى التي يؤدوا فيها خارج العالم العربي.
ظهروا عدة مرات على شاشات التلفزيون، أبرزها عندما ظهروا في عرض على قناة رؤيا الفضائية وأيضا عندما استضافهم باسم يوسف على برنامج تلفزيوني مصري يدعى البرنامج. في عام 2015 شاركوا في مسابقة موسيقية كبرى ضد الفرقة المربّع الأردنية.

## وصلات خارجية
- أوتوستراد على موقع ميوزك برينز (الإنجليزية)

- الموقع الرسمي
- أوتوستراد على تويتر